# Digonogastra schrottkyii
Digonogastra schrottkyii är en stekelart som först beskrevs av Cameron 1905.  Digonogastra schrottkyii ingår i släktet Digonogastra och familjen bracksteklar. Inga underarter finns listade i Catalogue of Life.